# Oriya-Schrift
Die Oriya-Schrift (ଉତ୍କଳ ଲିପି Utkala Lipi oder ଉତ୍କଳାକ୍ଷର Utkalakshara) ist eine Abugida, die zu den nordindischen Schriften gehört. Sie leitet sich von der Brahmi-Schrift ab und wird in Indien (Bundesstaat Odisha) verwendet. Die älteste bekannte Inschrift in dieser Schrift stammt aus dem Jahr 1051.
Mit der Oriya-Schrift werden auch eine Anzahl von Minderheitensprachen im Bundesstaat Odisha geschrieben.

## Textbeispiel
(Bidhu Bhusan Das Gupta und Bimbadhar Das: Oriya Self-Taught, Calcutta 1967)
Übersetzung (nach Das Gupta und Das):
In einem Dorfe lebte ein alter Mann mit Namen Chandrasekhar. Er hatte zwei Söhne. Der ältere hieß Shashibhusan, der jüngere Charubhusan. Charubhusan verlor seinen Vater, als er erst eineinhalb Jahre alt war. Daher liebte ihn seine Mutter sehr. Sein älterer Bruder war sieben oder acht Jahre älter als er. Während also Shashibhusan zur Schule ging, verbrachte Charubhusan die Zeit nur mit Spielen.

„Oṛiyā is encumbered with the drawback of an excessively awkward and cumbrous written character. ... At first glance, an Oṛiyā book seems to be all curves, and it takes a second look to notice that there is something inside each.“

## Besonderheiten
Die Oriya-Schrift ist eine Abugida. Sie gehört zum indischen Schriftenkreis. Näheres zur Typologie indischer Schriften und zur alphabetischen Anordnung siehe unter Indischer Schriftenkreis.

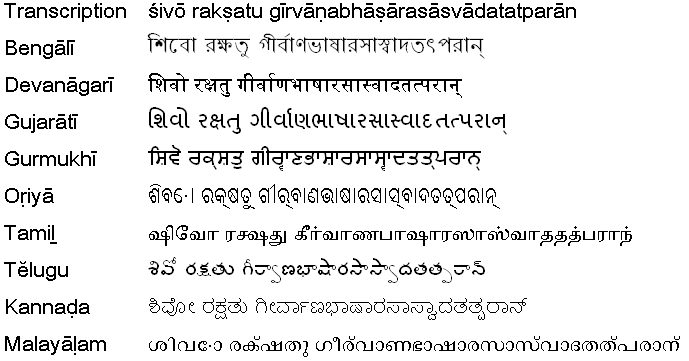
Sanskrit-Text in verschiedenen Schriften geschrieben: „Möge Shiva segnen, wem Sprache der Götter gefällt.“ (Kalidasa).

## Oriya-Alphabet
Unter den Oriya-Zeichen ist die lateinische Transliteration nach ISO 15919 und in eckigen Klammern die phonetische IPA-Transkription angegeben.

### Virama und Vokaldiakritika
Wie in anderen Abugidas haben die Konsonantenzeichen der Oriya-Schrift einen inhärenten Vokal. Er wird als〈a〉transliteriert und [ɔ] ausgesprochen. Seine Abwesenheit wird graphisch mit Hasanta (Virama) markiert:
Für die anderen Vokale werden Vokaldiakritika benutzt:
Die Vokaldiakritika können mit den Konsonantenzeichen mehr oder weniger stark verschmelzen. In modernen Drucken werden solche Ligaturen seltener verwendet.

## Konsonantenligaturen
Die Oriya-Schrift bildet zwei Typen von Konsonantenligaturen. Der nordindische Typ wird durch Verschmelzen von zwei oder mehr Konsonanten gebildet analog den meisten nordindischen Schriften wie z. B. Devanagari. Beim südindischen Typ werden die Konsonanten übereinander angeordnet wie in den Schriften für Kannada und Telugu (und teilweise auch Malayalam). Die folgende Tabelle zeigt die gebräuchlichsten Ligaturen. (Ihre Anzahl kann von Font zu Font variieren.)

### Sonderformen für〈ẏa〉und〈ra〉
〈ẏa〉und〈ra〉als Komponenten einer Ligatur erhalten Sonderformen. Als letztes Glied werden sie zu  und .
〈ra〉am Anfang einer Ligatur wird zu  („Repha“) und wie in anderen indischen Schriften ans Ende der Schreibsilbe verschoben (siehe unter Indischer Schriftenkreis).

## Mehrdeutige Zeichen / Verwechslungsmöglichkeiten
Viele Oriya-Zeichen kann man leicht miteinander verwechseln. Das erhöht die Schwierigkeiten beim Erlernen der Schrift.
Um diese Verwechslungsmöglichkeiten zu vermindern, wird in einigen Fällen ein kleiner Schrägstrich am unteren rechten Ende des Zeichens als Diakritikum hinzugefügt. Es gleicht dem Hasanta (Virama), wird jedoch mit dem Buchstaben verbunden, während Hasanta unverbunden bleibt. Bildet ein Konsonant eine Vokalligatur, bei der sein unteres rechtes Ende verändert wird, so wird der kleine Schrägstrich in eine andere Position verschoben. Das gilt auch für Konsonantenligaturen, die diesen Schrägstrich enthalten (siehe Tabelle der Konsonantenligaturen).
Einige Ligaturkomponenten und Varianten von Vokaldiakritika haben wechselnde Funktionen:
Oben offene Konsonanten erhalten als Variante des Diakritikums für〈i〉am unteren Ende ein Häkchen:
Dasselbe Häkchen wird in einigen Konsonantenligaturen zur Bezeichnung von〈t〉als erster Komponente verwendet:
Die untergeschriebene Form von〈ch〉wird auch für〈th〉verwendet:
Die untergeschriebene Form von〈bh〉dient auch als Diakritikum für verschiedene Zwecke:
Die untergeschriebenen Formen von〈ṇ〉und〈tu〉sind fast identisch:
Das Nasalierungszeichen〈ṁ〉kann auch als Diakritikum in anderer Funktion verwendet werden:

## Vergleich der Oriya-Schrift mit ihren Nachbarn
Auf den ersten Blick legt die große Anzahl von Zeichen mit runden Formen nahe, dass die Oriya-Schrift näher mit ihrem südlichen Nachbar Telugu verwandt sein könnte als mit den Nachbarn Bengali im Norden und Devanagari im Westen. Der Grund für die runden Formen im Oriya und Telugu (und ebenso im Kannada und Malayalam) ist die frühere Schreibmethode, bei der man die Zeichen in ein Palmblatt einritzte. Dabei mussten horizontale Striche vermieden werden, um das Blatt nicht zu beschädigen.
So wurde die horizontale Linie über den meisten Devanagari- und Bengali-Zeichen im Oriya zu einem Bogen. Daher findet man beim Lesen der Oriya-Schrift die distinktiven Teile der Buchstaben meist relativ klein unter dem großen Bogen. Wenn man dies berücksichtigt, erkennt man aus den folgenden Tabellen deutlich eine engere Verwandtschaft mit Devanagari und Bengali. Allerdings haben alle hier dargestellten Schriften denselben Ursprung, die Brahmi-Schrift.

### Vokaldiakritika
Die Behandlung von〈e〉〈ai〉〈o〉〈au〉im Oriya erfolgt wie im Bengali, Malayalam, Singhalesisch, Tamil, Grantha und auch in SO-asiatischen Schriften wie Birmanisch, Khmer und Thai, sie unterscheidet sich jedoch deutlich von Devanagari, Gujarati, Gurmukhi, Kannada, Telugu und Tibetisch.

## Oriya in Unicode
Unicode kodiert die Oriya-Schrift im Unicodeblock Oriya im Codebereich U+0B80–U+0B7F.
|     | 0       | 1       | 2       | 3       | 4       | 5       | 6       | 7 | 8       | 9       | A       | B       | C       | D       | E       | F       |
| --- | ------- | ------- | ------- | ------- | ------- | ------- | ------- | - | ------- | ------- | ------- | ------- | ------- | ------- | ------- | ------- |
| B00 | [ A 1 ] | ଁ        | ଂ        | ଃ        | [ A 1 ] | ଅ       | ଆ       | ଇ | ଈ       | ଉ       | ଊ       | ଋ       | ଌ       | [ A 1 ] | [ A 1 ] | ଏ       |
| B10 | ଐ       | [ A 1 ] | [ A 1 ] | ଓ       | ଔ       | କ       | ଖ       | ଗ | ଘ       | ଙ       | ଚ       | ଛ       | ଜ       | ଝ       | ଞ       | ଟ       |
| B20 | ଠ       | ଡ       | ଢ       | ଣ       | ତ       | ଥ       | ଦ       | ଧ | ନ       | [ A 1 ] | ପ       | ଫ       | ବ       | ଭ       | ମ       | ଯ       |
| B30 | ର       | [ A 1 ] | ଲ       | ଳ       | [ A 1 ] | ଵ       | ଶ       | ଷ | ସ       | ହ       | [ A 1 ] | [ A 1 ] | ଼        | ଽ       | ା        | ି        |
| B40 | ୀ        | ୁ        | ୂ        | ୃ        | ୄ        | [ A 1 ] | [ A 1 ] | େ  | ୈ        | [ A 1 ] | [ A 1 ] | ୋ        | ୌ        | ୍        | [ A 1 ] | [ A 1 ] |
| B50 | [ A 1 ] | [ A 1 ] | [ A 1 ] | [ A 1 ] | [ A 1 ] | ୕        | ୖ        | ୗ  | [ A 1 ] | [ A 1 ] | [ A 1 ] | [ A 1 ] | ଡ଼       | ଢ଼       | [ A 1 ] | ୟ       |
| B60 | ୠ       | ୡ       | ୢ        | ୣ        | [ A 1 ] | [ A 1 ] | ୦       | ୧ | ୨       | ୩       | ୪       | ୫       | ୬       | ୭       | ୮       | ୯       |
| B70 | ୰       | ୱ       | ୲       | ୳       | ୴       | ୵       | ୶       | ୷ | [ A 1 ] | [ A 1 ] | [ A 1 ] | [ A 1 ] | [ A 1 ] | [ A 1 ] | [ A 1 ] | [ A 1 ] |

1. 1 2 3 4 5 6 7 8 9 10 11 12 13 14 15 16  Codepunkt ist nicht zugewiesen